# Quarteto em Cy
Quarteto em Cy foi um grupo vocal brasileiro formado  em 1964 pelas irmãs Cybele, Cylene, Cynara e Cyva Ribeiro de Sá Leite (daí o nome do grupo ser Quarteto em Cy, pois são 4 integrantes originais que começam com "Cy"). É considerado o maior quarteto vocal feminino do Brasil, além de ser o mais antigo. Nascidas em Ibirataia, Bahia, elas se mudaram para a capital carioca para trabalhar com música, contando com o apoio de Vinícius de Moraes (que as chamava carinhosamente de "baianinhas").
De 2016 até a morte de Cynara em 2023, o grupo era formado por Cyva, Cynara, Keyla e Corina.

## Carreira

### 1964–72: Início, popularidade internacional e hiato

A formação original do grupo em 1966. Da esquerda para a direita: Cyva, Cybele, Cynara e Cylene.

A estreia oficial do Quarteto aconteceu no dia 30 de junho de 1964, no Bottles Bar — Beco das Garrafas. No violão estava Rosinha de Valença, na guitarra Carlos Castilho, e o Copa Trio, com Dom Um Romão na bateria, Dom Salvador no piano e Manuel Gusmão no contrabaixo. 
No final da década de 1960, o grupo alcançou êxito internacional sob o título The Girls From Bahia, tendo passado por mudanças em sua composição original. Neste período, atuaram no quarteto as cantoras Semíramis, Regina e Sônia. Após um breve hiato o grupo voltou às atividades em 1972 com as cantoras: Cyva, Cynara, Dorinha e Sônia. 

### 1980–2014: Alterações na formação e gravações
Em 1980, Dorinha se afastou por motivos de saúde e foi substituída por Cybele, que permaneceu no grupo até 2013 e foi substituída por Keyla Fogaça, por sua própria indicação. As vozes do grupo transitaram por notáveis compositores da música brasileira, como Vinícius de Moraes, Toquinho, Dorival Caymmi, Chico Buarque, Tom Jobim e tantos outros. Seus registros fonográficos foram lançados em mais de 30 discos — tanto no Brasil quanto no exterior. Com uma carreira sólida e inabalável por cinquenta anos, o Quarteto em Cy se mantém como um dos mais notáveis e expressivos grupos vocais da história da MPB.
Ainda nos anos 60, Cynara e Cybele formaram uma dupla homônima, que lançou dois LPs.

### 2014–23: Falecimento de Cybele, Cynara e Cyva e últimas gravações
Em 2014, faleceu aos 74 anos a vocalista Cybele, vitimada por uma pneumonia. Após o acontecimento, o grupo gravou o álbum Janelas Abertas (Fina Flor) com Cynara, Cyva, Corina e Keyla. No mesmo ano, o Quarteto em Cy foi indicado na categoria Melhor Grupo de MPB no Prêmio da Música Brasileira. Em 2018, o Quarteto em Cy, além de seguir em turnê com seus shows, estreou o show Femininas, em parceria com Joyce Moreno, no Teatro Riachuelo Rio. Naquele mesmo ano, também voltaria a ser apresentado o show Quarteto em Cy e MPB4. Ainda em 2018, foi lançada pelo selo Discobertas, de Marcelo Fróes, a caixa Anos 60 e 70, que traz três registros inéditos de shows.
A cantora Cynara morreu em 11 de abril de 2023 no Rio de Janeiro, segundo notícia divulgada pela imprensa. A artista havia sido internada no Prontocor da Tijuca, no Rio de Janeiro, com pneumonia por complicações na recuperação de uma cirurgia, depois de ter quebrado o fêmur numa queda, na semana passada ao óbito.
Em 22 de outubro de 2023, aos 85 anos, faleceu Cyva. A cantora estava internada no Hospital Casa Rio Botafogo e foi vítima de septicemia.

## Integrantes

### Formação atual
- Keyla
- Corina Viana

### Ex-integrantes
- Cyva
- Cybele
- Cynara
- Cylene
- Dorinha Tapajós
- Regina Werneck
- Soninha Ferreira
- Renata Machado
- Semiramis[9]

## Discografia
- 1964: Quarteto em Cy (Forma)

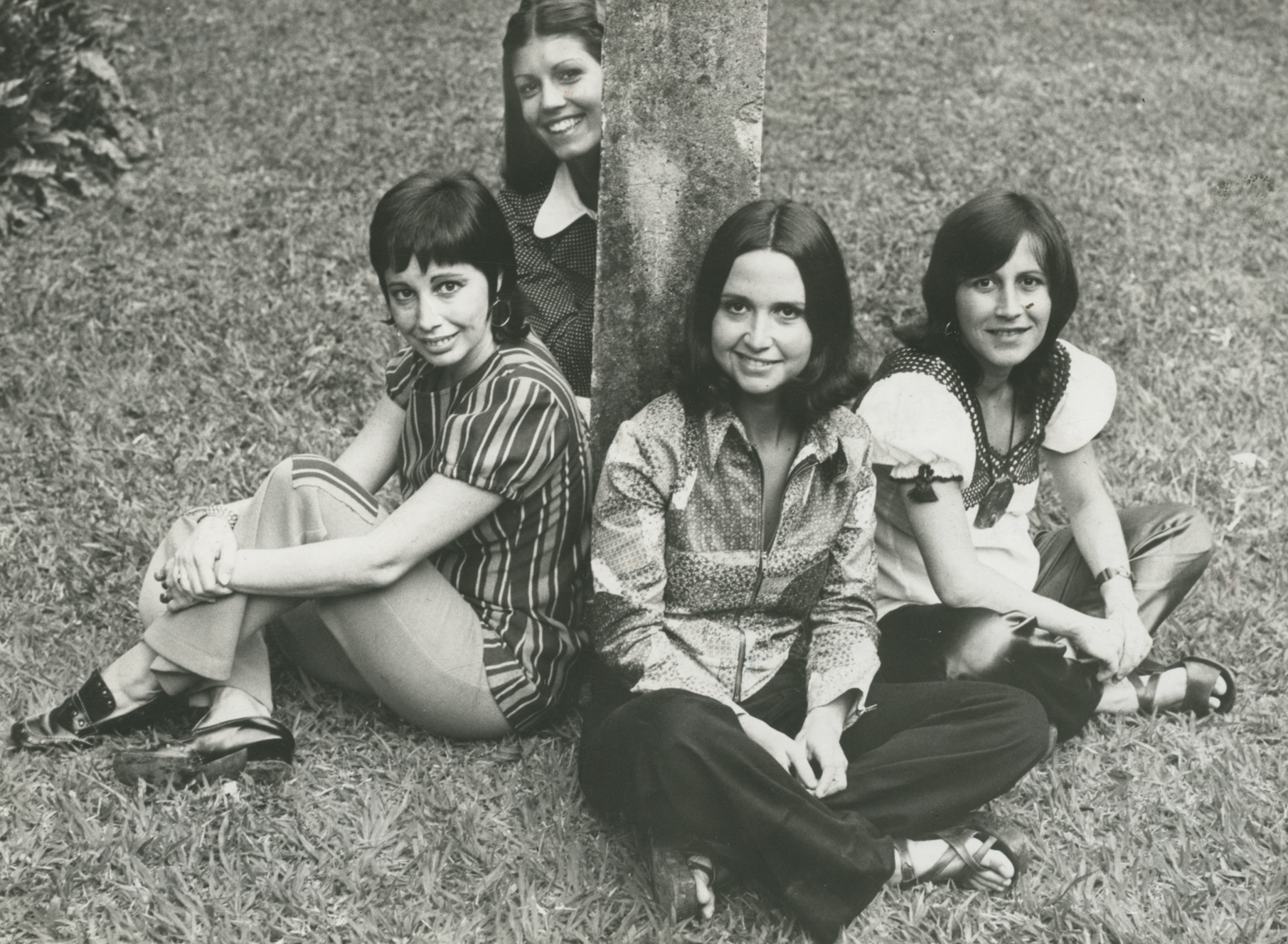
Quarteto em Cy, 1972.

- 1965: Vinícius/Caymmi no Zum Zum - com Oscar Castro Neves (Elenco)
- 1965: Caymmi and The Girls From Bahia - com DOrival Caymmi (Warner Brothers)
- 1966: Som Definitivo - com Tamba Trio (Forma)
- 1966: Os Afro-Sambas - com Vinícius de Morais e Baden Powell (Forma)
- 1966: The Girls From Bahia/Pardon My English (Warner Brothers)
- 1966: Quarteto em Cy (Elenco)
- 1967: De Marré de Cy (Elenco)
- 1967: ¡Revolución con Brasilia!/The Girls From Bahia (Warner Brothers)
- 1968: Em Cy Maior (Elenco)
- 1972: Quarteto em Cy (Odeon)
- 1974: Saravá, Vinicius! - com Vinícius de Morais em São Paulo e Toquinho (Musical Hall)
- 1975: Antologia do Samba Canção (Phonogram/Philips)
- 1976: Antologia do Samba Canção (volume 2) (Phonogram/Philips)
- 1977: Resistindo ao Vivo (Phonogram/Philips)
- 1978: Querelas do Brasil (Phonogram/Philips)
- 1978: Cobra de Vidro - com MPB-4 (Phonogram/Philips)
- 1979: Em 1000 Kilohertz (Polygram/Philips)
- 1980: Flicts - com MPB-4 e Sérgio Ricardo (Polygram/Philips)
- 1980: interpreta Gonzaguinha, Caetano, Ivan, Milton (Polygram/Philips)
- 1981: Caymmis, Lobos e Jobins/Caminhos Cruzados (RGE)
- 1983: Pontos de Luz (Som Livre)
- 1989: Claudio Santoro Prelúdios e Canções de Amor- (part. especial) (Pan/Coca-Cola)
- 1990: Os Afro-Sambas - com Vinícius de Morais e Baden Powell (Ideia Livre/Banco BMC)
- 1991: Chico em Cy (Fama/CID)
- 1992: Bossa em Cy (Nanã/BMG)
- 1993: Vinícius em Cy (CID)
- 1994: Tempo e Artista (CID)
- 1996: Brasil em Cy (CID)
- 1997: Bate-Boca E MPB-4 (Mercury/Polygram)
- 1998: Somos Todos Iguais - com MPB-4 cantam Ivan Lins e Djavan (Mercury/Universal Music)
- 1999: Gil e Caetano em Cy (CID)
- 2000: Vinícius: a arte do encontro - com MPB-4 (Som Livre/Universal Music)
- 2001: Falando de Amor pra Vinícius ao Vivo - com Luís Cláudio Ramos (CID)
- 2001: Hora da Criança (CID)
- 2002: Quarteto em Cy (CID)
- 2004: Quarenta Anos (Mercury/Universal Music)
- 2006: Samba em Cy (Fina Flor)
- 2016: Janelas Abertas (Fina Flor)
- 2018: Box Quarteto em Cy Anos 60 e 70 (Discobertas)